# Isla El Farallón
Isla El Farallón eller Farallón de San Ignacio är en ö i Mexiko. Den ligger i Stilla havet och tillhör kommunen Ahome i delstaten Sinaloa, i den västra delen av landet.